# Сандра Родић Јанковић
Сандра Родић Јанковић (Београд, 21. децембар 1965) је српска позоришна, филмска, ТВ глумица и редитељка. Члан је ансамбла Малог позоришта „Душко Радовић“.

## Биографија
Сандра Родић Јанковић  је дипломирала глуму 1991, и режију 2000. године на Националној академији за позориште, телевизију и филм НАТФИЗ „Крсто Сарафов” у Софији, у класи професорке Доре Рускове и професора Атанаса Илкова.
У Малом позоришту „Душко Радовић“, написала је и режирала представе: „Маске", „Ноћ у Мерлиновом замку“ (која је доживела своје 221. извођење), „Мачке“ и „Плави чуперак“.
Двострука је добитница награде „Милена Саџак” за најбољу младу глумицу на 23. и 24. Сусретима професионалних позоришта лутака Србије и годишње награде „Милена Начић” коју додељује Мало позориште „Душко Радовић”. 
На Филмским сусретима у Нишу за улогу Сашке у филму Ни на небу, ни на земљи припала јој је награда за најбољу младу глумицу.
Бавила се новинарством као дугогодишњи уредник и водитељ запажених емисија за децу и младе на РТС-у: Велики одмор и Путоказ.
У оквиру Удружења сценоског изражаја за децу  успешно ради као драмски педагог.
Представе у Малом позоришту „Душко Радовић“: 
- Ноћ у Мерлиновом замку
- Поп Ћира и поп Спира
- Пинокио
- Преваранти
- Мала школа рокенрола
- Судбина једног Чарлија
- Бајка о чаробном камену
- Украдени принц и изгубљена принцеза
- Бранин жабљи орфеум[2]

Глумила је у серијама и филмовима:
- Нек иде живот
- Жена са сломљеним носем
- Забрањена љубав
- Смешне и друге приче
- Породично благо
- Рат уживо
- Пролеће у Лимасолу
- ТВ театар
- Ни на небу ни на земљи
- Театар у Срба[3]